# Dprabak
Dprabak (in armeno Դպրաբակ?, in passato Chaykend) è un comune dell'Armenia di 594 abitanti (2009) della provincia di Gegharkunik, fondato nel 1778.